# Sarah Tysman
 (mars 2012).
Si vous disposez d'ouvrages ou d'articles de référence ou si vous connaissez des sites web de qualité traitant du thème abordé ici, merci de compléter l'article en donnant les références utiles à sa vérifiabilité et en les liant à la section « Notes et références ».
Sarah Tysman, née le 7 septembre 1980, est une pianiste française.
Sarah Tysman est membre de l’opéra de Zürich depuis 2006 où elle collabore avec les plus prestigieux chanteurs, chefs d’orchestre et metteurs en scène en tant que pianiste, assistante et chef de chant.

## Biographie
Son parcours musical commence au Conservatoire national supérieur de musique et de danse de Paris où elle obtient les prix de piano, musique de chambre et accompagnement vocal dans les classes de Henri Barda, Pierre-Laurent Aimard et Anne Grappotte. Elle y est admise en cycle de perfectionnement et reçoit par ailleurs les conseils de maîtres tels que György Kurtag, Elizabeth Leonskaja et Lazar Berman.
Sa curiosité musicale la mène en Allemagne, pour poursuivre ses études dans la classe de Lied de Harmut Höll à Karlsruhe, et dans la classe de piano de Grigory Gruzman à la Hochschule für Musik und Theater de Hambourg où elle obtient le diplôme de Konzertexamen en jouant le concerto de Ravel avec l’orchestre des Hamburger Symphoniker.
Sarah Tysman est lauréate de nombreux concours parmi lesquels Newport International Competition for Young Pianists, Elise Meyer Stiftung in Hamburg, Helsinki International Maj Lind Piano Competition, San Sebastian International Piano Competition; ainsi que de la Fondation d’entreprise Groupement des Banques Populaires Natexis.
Elle enseigne la musique de chambre lors des stages d’été de l’organisation MusicWorks et accompagne lors des master-classes de l’International Musicians Seminar de Prussia Cove en Cornouailles les classes de violon de Gerhard Schulz et de violoncelle de Steven Isserlis, avec lequel par ailleurs elle participe au Festival de Kilkenny.
Son éclectisme la conduit vers l’opéra, et elle exerce les fonctions de chef de chant à Berlin jusqu’en 2006, à l’Universität der Künste et au Komische Oper où elle interprète également les concertos de Grieg et de Mozart (24e) sous la direction de Kirill Petrenko. Celui-ci l’a également invitée au Theater an der Wien pour la production de Intermezzo de R. Strauss (2008), et comme soliste dans Petrouchka de Stravinsky (2006) et Prometheus de Scriabine (2011).
Sarah Tysman se produit en soliste, accompagnatrice et chambriste en Europe (entre autres à la Tonhalle de Zürich et au Wigmore Hall à Londres, aux festivals de Beaune, Verbier, Kuhmo, Bregenz), en Afrique et aux États-Unis. Parmi ses derniers projets, on compte le Festival de Bayreuth en tant qu’assistante musicale de Daniele Gatti pour Parsifal, et des récitals avec le ténor Rolando Villazon. Sarah Tysman participe au Festival d’été de Salzbourg en 2012.